# 華蓋二
仙后座40，又名BD+72 86，HD 9774、SAO 4453、HR 456，是仙后座的一颗恒星，视星等为5.28，位于銀經126.4，銀緯10.49，其B1900.0坐标为赤經1h 30m 30.9s，赤緯+72° 10.49′ 49″。